# جوفريدو أليساندريني
جوفريدو أليساندريني (بالإيطالية:Goffredo Alessandrini) (20 نوفمبر 1904- 16 مايو 1978) كاتب سيناريو، وممثل، ومنتج، ومخرج سينمائي إيطالي، مارس ألعاب القوى في شبابه وحصل على لقب بطل إيطاليا في سباق 110 متر حواجز عام 1925.